# Частный сервитут
Ча́стный сервиту́т — вид земельного сервитута. Частные сервитуты устанавливаются на основании договора между собственниками земельного участка и пользователем сервитута.
Для частного сервитута требуется наличие соответствующего соглашения между лицом, которое требует установления сервитута, и лицом, у которого находится в собственности соседний участок; альтернатива соглашения — решение суда. Для частного сервитута характерно обязательное наличие управомоченного и обязанного лица, в пользование которого устанавливается сервитут, он устанавливается в интересах конкретного собственника земельного участка и связан непосредственно с его нуждами.

## Россия
Гражданский Кодекс РФ оставляет открытым перечень нужд, которые не могут быть обеспечены без установления обременения земельного участка в интересах собственника другого или соседнего участка. Порядок установления частного сервитута определён в ГК РФ:

Сервитут устанавливается по соглашению между лицом, требующим установления сервитута, и собственником соседнего участка и подлежит регистрации в порядке, установленном для регистрации прав на недвижимое имущество. В случае недостижения соглашения об установлении или условиях сервитута спор разрешается судом по иску лица, требующего установления сервитута.— ст. 274 ГК РФ
Земельный кодекс РФ не содержит определения частного сервитута, однако имеет отсылку к Гражданскому кодексу РФ, а именно то, что 

Сервитут устанавливается в соответствии с гражданским законодательством.— ч. 1 ст. 23 ЗК РФ
Содержащееся в Гражданском Кодексе РФ определение частного сервитута не применимо для частного лесного сервитута.
Частные сервитуты подлежат обязательной государственной регистрации, как один из видов ограничения (обременения) права собственности на объект недвижимого имущества.

## Германия
В Гражданском уложении Германии содержатся нормы частного сервитута (параграфы 1018—1029 ГГУ) и исключается общественный интерес.

## Франция
Законодательство Франции не ставит частные сервитуты в зависимость от пожеланий участников данных правоотношений, ни от соглашений, однако прямо пропорционально друг другу гарантируются права одних и одновременное ущемление прав других участников. Нормы о частных сервитутах прежде всего созданы для установления добросовестных отношений владельцев соседних участков при осуществлении законных прав по отношению к недвижимому имуществу и предупреждению злоупотребления этими правами.